# Oceanites pincoyae
L'uccello delle tempeste di Pincoya (Oceanites pincoyae Harrison et al., 2013) è un uccello marino della famiglia Oceanitidae, endemico delle acque di Puerto Montt e del canale di Chacao, in Cile.
L'epiteto specifico è un riferimento a Pincoya, spirito marino femminile della mitologia dell'isola di Chiloé.